# Itero del Castillo
Itero del Castillo è un comune spagnolo di 78 abitanti situato nella comunità autonoma di Castiglia e León.
Monumento di buon pregio architettonico è la chiesa di San Cristòbal (XVIII secolo) al cui interno sono presenti interessanti opere artistiche anche di secoli che precedono l'edificazione della chiesa provenienti da edifici vicini.
Grazie all'impulso della Confraternita di San Jacopo di Compostella nel 1991 iniziarono i lavori di restauro delle rovine della chiesa e ospedale di San Nicolás, antica proprietà dell'Ordine di San Giovanni nel comune di Itero del Castillo,  attualmente l'unico ospizio per pellegrini gestito interamente da italiani sul Cammino di Santiago.

## Collegamenti esterni

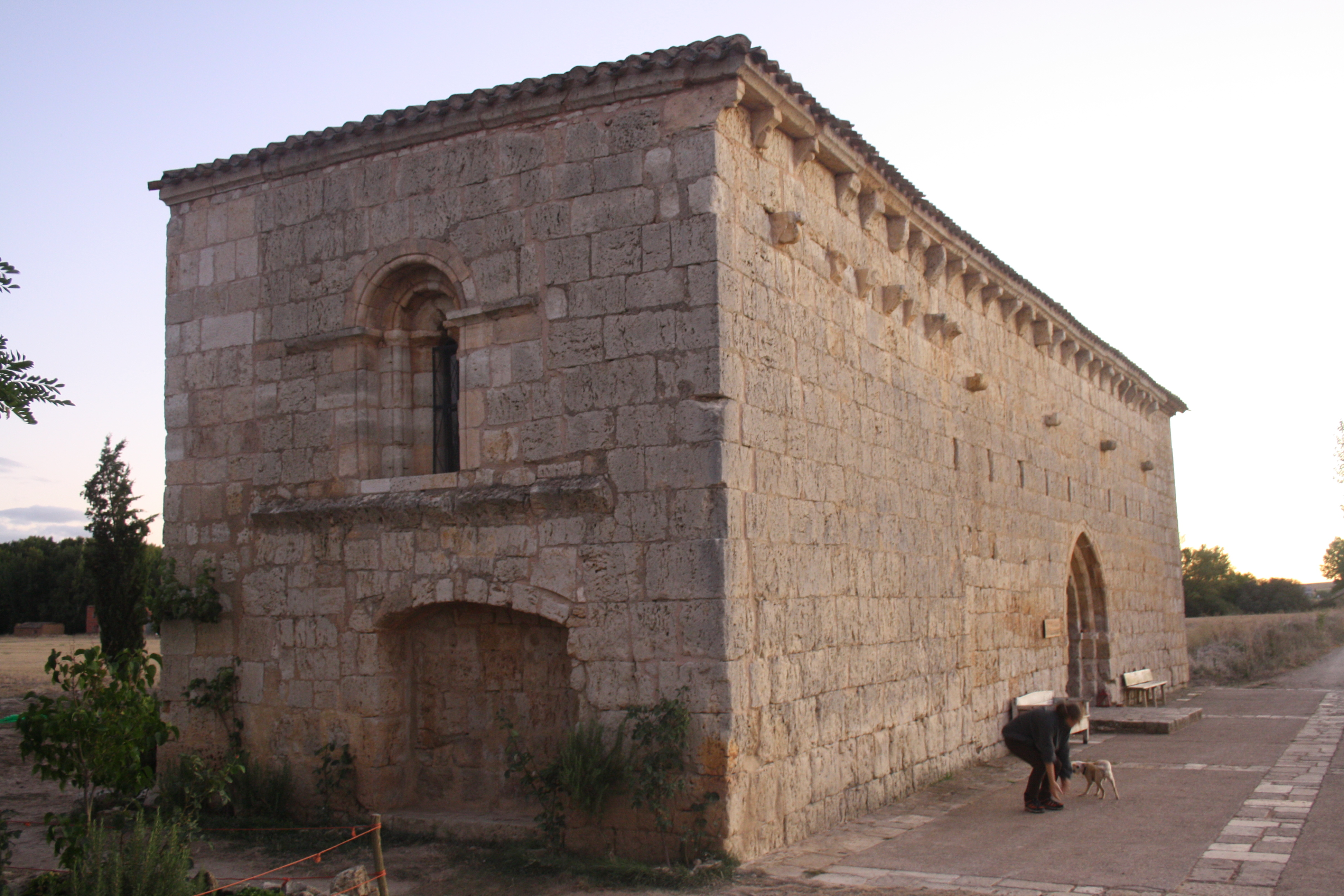
Ermita di San Nicolás di Puente Fitero, ora hospital per pellegrini gestito dalla Confraternita di San Jacopo di Compostella

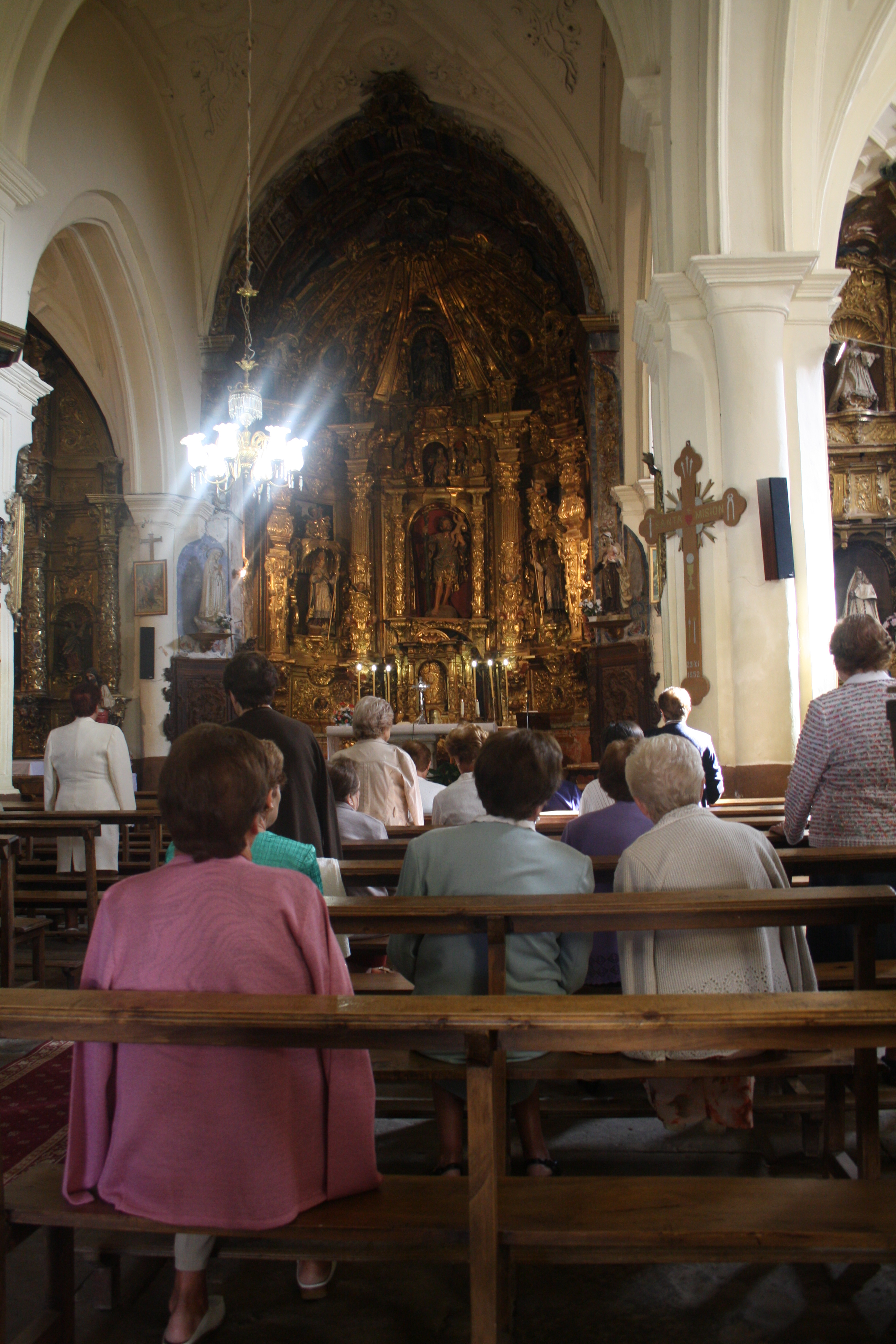
Interno della chiesa di San Cristobal durante una funzione religiosa